# Józef Stępkowski (oficer)
Józef Stępkowski (ur. 3 marca 1885 w Waszkowie, zm. ?) – kapitan piechoty Wojska Polskiego.

## Życiorys
Urodził się 3 marca 1885 w jako syn Mikołaja. Po zakończeniu I wojny światowej i odzyskaniu przez Polskę niepodległości został przyjęty do Wojska Polskiego. Brał udział w wojnie polsko-bolszewickiej. Został zweryfikowany do stopnia kapitana piechoty ze starszeństwem z dniem 1 czerwca 1919. W 1923, 1924 był przydzielony do 38 pułk piechoty w garnizonie Lwów, w tym w 1923 jako oficer nadetatowy tej jednostki pełnił funkcję szefa Oddziału V sztabu Dowództwa Okręgu Korpusu Nr X w Przemyślu. W 1928, jako emerytowany oficer przeniesiony w stan spoczynku, zamieszkiwał w Kielcach.

## Ordery i odznaczenia
- Krzyż Kawalerski Orderu Odrodzenia Polski (2 maja 1922)[7][8]